# Cephalochaetosoma pacificum
Cephalochaetosoma pacificum is een rondwormensoort uit de familie van de Draconematidae. De wetenschappelijke naam van de soort is voor het eerst geldig gepubliceerd in 1983 door Kito.